# Balatoni partszakasszal nem rendelkező, a Balaton nevét viselő települések listája
Ez a lista azokat a magyarországi településeket hivatott összegyűjteni, amiknek a nevében szerepel a Balaton neve, de a tó a közigazgatási határukon kívül helyezkedik el. A listában a tóhoz nem köthető Heves vármegyei Balaton nem szerepel.
| Név             | Típus (2023) | Vármegye (2023) | Kistérség (2013) | Járás (2023)  | Nép. (2021) | Irsz. |
| --------------- | ------------ | --------------- | ---------------- | ------------- | ----------- | ----- |
| Balatoncsicsó   | község       | Veszprém        | Balatonfüredi    | Balatonfüred  | 233         | 8272  |
| Balatonendréd   | község       | Somogy          | Siófoki          | Siófok        | 1308        | 8613  |
| Balatonhenye    | község       | Veszprém        | Tapolcai         | Tapolcai      | 138         | 8275  |
| Balatonmagyaród | község       | Zala            | Nagykanizsai     | Nagykanizsai  | 375         | 8753  |
| Balatonszabadi  | község       | Somogy          | Siófoki          | Siófoki       | 3000        | 8651  |
| Balatonszőlős   | község       | Veszprém        | Balatonfüredi    | Balatonfüredi | 675         | 8230  |
| Balatonújlak    | község       | Somogy          | Marcali          | Marcali       | 405         | 8712  |